# Kalkofen an der Pointe au Sel

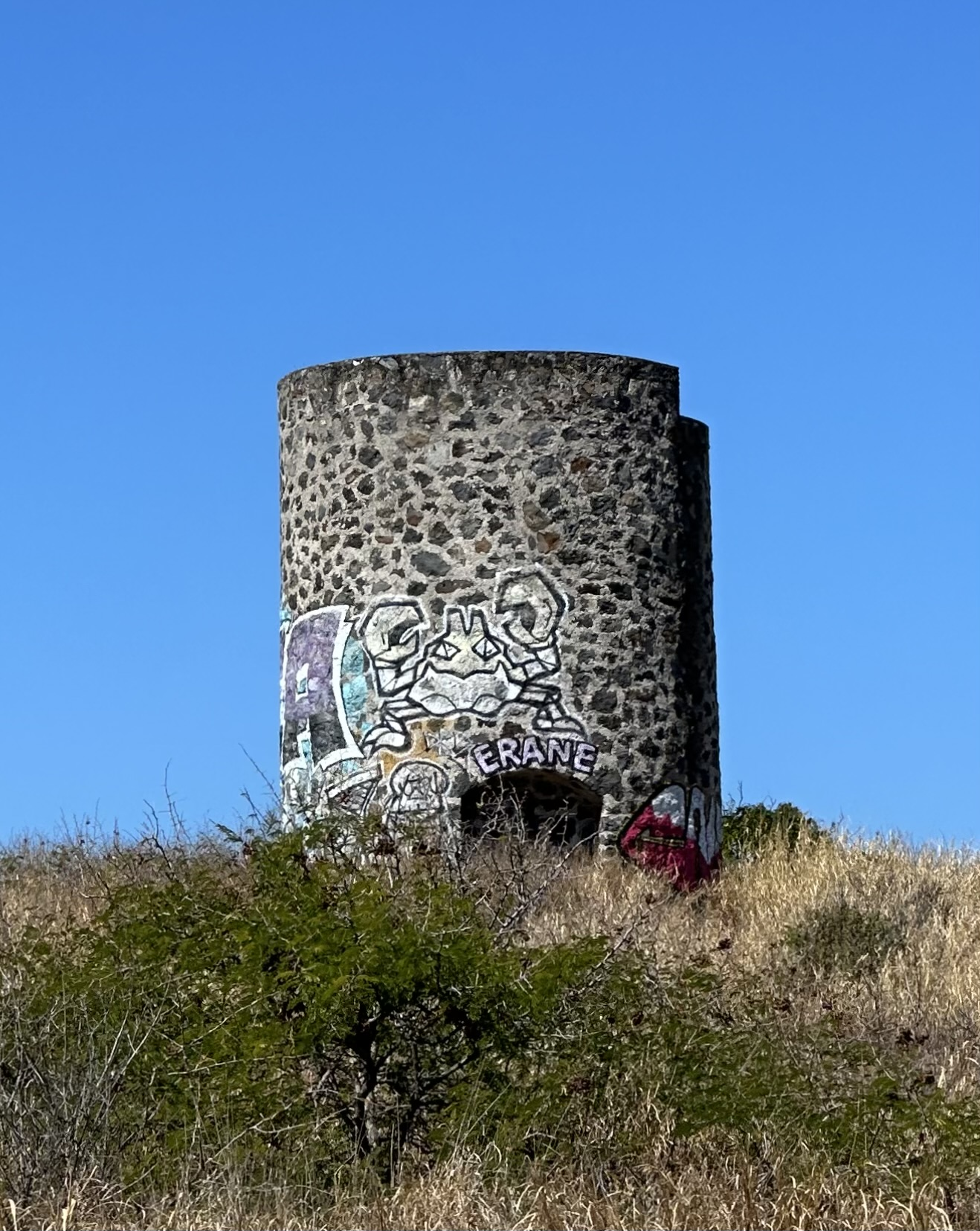
Kalkofen an der Pointe au Sel, 2024

Der Kalkofen an der Pointe au Sel (französisch Four à chaux de la Pointe au Sel) ist ein historischer Kalkofen in der Gemeinde Saint-Leu auf der im Indischen Ozean gelegenen französischen Insel Réunion.

## Lage
Der Kalkofen liegt nahe an der Westküste der Insel, unweit des Kaps Pointe au Sel. Etwas südwestlich liegt das Salzmuseum.

## Architektur und Geschichte
Bedingt durch die der Insel vorgelagerten Lagunen entstanden in diesem Bereich diverse Einrichtungen zur Kalkgewinnung für den industriellen und privaten Bedarf. Die Anlage befand sich ursprünglich etwas höher weiter östlich. Sie war im 19. Jahrhundert vom Eigentümer der Zuckerfabrik Stella Matutina, Jean Dussac, errichtet worden. Der Ofen stand jedoch beim Bau der Route national 1A auf der Trasse. Er wurde daher abgerissen und aus einem Teil des Materials etwas weiter westlich der heutige Turm gebaut. Die Zugangsrampe zur Einfüllung des Materials und technische Einrichtungen sind jedoch an diesem Turm nicht vorhanden.